# ترانه‌های کوچک غربت
ترانه‌های کوچک غربت عنوان یکی از مجموعه‌های شعری احمد شاملو شاعر معاصر ایرانی است. از شعرهای این مجموعه می‌توان عاشقانه (مرداد ۵۹)، در لحظه (مرداد ۵۹)، رستاخیز (مرداد ۵۹)، ترانه همسفران (۱۳۵۹) و خطابه آسان در امید (تیر ۱۳۵۹) را نام برد.